# Jacques Viret
Pour les articles homonymes, voir Viret.
Jacques Viret, né le 19 octobre 1943 à Lausanne, est un pianiste, organiste, musicologue, enseignant et essayiste français d’origine suisse.

## Biographie
Pianiste et organiste, licencié en lettres classiques de l’université de Lausanne, diplômé pour l'enseignement de la théorie musicale (Société suisse de pédagogie musicale), il s’est perfectionné en musicologie à l’université Paris-Sorbonne (Paris IV), auprès de Jacques Chailley qui a dirigé sa thèse de doctorat d’État ès lettres sur le chant grégorien (1981). Depuis 1972, Jacques Viret enseigne la musicologie à l’université de Strasbourg, en qualité d'assistant puis maître de conférences et professeur, émérite depuis 2009.

## Chant grégorien et musique médiévale
La recherche et la réflexion de Jacques Viret se réfèrent essentiellement à la notion de Tradition, telle que l’a définie René Guénon dans la ligne du pérennialisme (ou Gnose) : non comme la conservation d’un héritage figé, plus ou moins ancien, mais comme la manifestation, diversifiée selon les cultures, les époques, les disciplines, d’une Vérité sacrée, universelle et intemporelle, source féconde d’inspiration, de créativité, en perpétuel devenir et renouvellement. La série des harmoniques apparaît ainsi, en tant qu’expression audible des nombres et proportions, comme une image de l’ordre cosmique. Le Principe créateur de l’univers est symbolisé par la fréquence fondamentale dans l’ordre harmonique, par la tonique des modes dans l’ordre mélodique (toute musique traditionnelle est d'essence modale). Notamment par la tonique sol, « soleil » en latin, élément central du cryptogramme théologique et ésotérique que Jacques Viret a découvert en 1978 dans les notes de la gamme (ut, ré, mi…, extraites de l’hymne à saint Jean-Baptiste Ut queant laxis) et dont Jacques Chailley a complété l’explication,.
Chant liturgique officiel de l’Église catholique romaine, le chant grégorien est surtout l’expression par excellence de la Tradition pour la musique d'Occident. Jacques Viret l'étudie sous cet angle. Il met en évidence, en amont, l’enracinement de ce corpus dans les autres traditions musicales du monde, notamment orientales (et, probablement, l’antique musique celtique) ; en aval, son importance comme terreau nourricier de la musique d’Europe, tant savante que – en partie – folklorique. Cette approche réellement traditionnelle éclaire le chant liturgique latin sous son véritable jour et permet de retrouver, autant que faire se peut, son interprétation authentique (cf. rythme) d’avant l’an mil, bien différente du style instauré au XIXe siècle par les bénédictins de l’Abbaye Saint-Pierre de Solesmes. Elle n’en tire pas moins profit de l’étude minutieuse des neumes faite par Dom Eugène Cardine et ses élèves (« sémiologie grégorienne », paléographie musicale). Il s’agit d’un comparatisme tributaire de l’ethnomusicologie, dans la mesure où il met en rapport mutuel les écrits du Moyen Âge (manuscrits notés, traités) et les traditions actuellement vivantes. Cette démarche est aussi illustrée par les travaux du musicologue hongrois Benjámin Rajeczky (eo), ainsi que par les interprétations de Marcel Pérès.
Selon le même esprit, la collection Diaphonia, créée par Jacques Viret en 2000 aux éditions À Cœur Joie, Lyon, procure aux choristes amateurs un répertoire de chants médiévaux transcrits en notation musicale moderne avec une grande précision, de manière à restituer toutes les finesses des notations originales et à y ajouter des données qui n’y figurent pas et proviennent d'autres sources,.

## Une science intégrale de la musique
Les travaux de Jacques Viret élargissent le positivisme historiciste et l’analyse musicale où se cantonne généralement celle-ci, pour se situer dans deux mouvances corrélées : d’une part, la philologie musicale de Jacques Chailley, qui élucide les lois générales des langages musicaux et de leur perception ; d’autre part, le Nouveau Paradigme, qui réconcilie modernité et Tradition, science et spiritualité. Jacques Viret est aujourd'hui l’un des très rares musicologues se réclamant du Nouveau Paradigme ; à ce titre, il a rejoint l’équipe Contrelittérature d’Alain Santacreu. Sa perspective se définit comme totalisante, holistique : le fait musical est envisagé non plus seulement sous l’angle objectif et partiel de la musicologie ordinaire, mais sous celui du sujet réceptif ou actif dans sa conscience, au-delà du clivage entre les divers types de musique. L’explication et le commentaire restituent alors sa légitime primauté au sonore face à l’écrit, et relient étroitement la signification musicale à l’être humain en sa triple constitution de corps, âme, esprit. Ils restaurent, sous une forme nouvelle, la science musicale d’obédience pythagoricienne cultivée dans l’Antiquité et au Moyen Âge : hautement rationnelle d’un côté, en son versant mathématique ; irrationnelle de l’autre, en son versant sensible, intuitif, voire magique (théorie de l’ethos, issue de la primitive incantation). Aux yeux des penseurs du romantisme allemand aussi – entre autres Schopenhauer, admiré par Richard Wagner –, la musique vaut bien mieux que comme un art d’agrément : langage de l'âme, de l'intériorité, révélation de l'indicible, elle ouvre un accès à l’Âme du monde (empathie, Einfühlung selon Herder, « correspondances » selon Baudelaire).
La musicologie humaniste, anthropologique, que s’attache à promouvoir Jacques Viret intègre les apports de la psychologie (psychologie de la forme, psychologie analytique de Carl Gustav Jung, psychologie transpersonnelle, neuropsychologie). Elle se ramifie vers l’esthétique, l'acoustique, l’herméneutique, la symbolique, la métaphysique, la sociologie, la musicothérapie, la pédagogie, la psychopédagogie, la rhétorique, et inclut les recherches sur l'interprétation (Aufführungspraxis) permettant d’exécuter les répertoires anciens selon leur authenticité. Elle revalorise l’oralité comme vecteur vivant des pratiques et savoirs traditionnels, porteur de valeurs précieuses : vitales, humaines, spirituelles (cf. Marcel Jousse). Cette conception large, ouverte, spiritualiste de la science musicale confère leur originalité aux ouvrages que Jacques Viret a publiés depuis 2004 aux éditions Pardès, sur le chant grégorien, la musique médiévale, Richard Wagner, la musicothérapie, la musique baroque, l'opéra. Parmi les problématiques transversales qu’ils exposent, celle du chant en rapport (vocal, rythmique, émotionnel) avec la parole, comme expression la plus directe du sentiment ou instinct musical, et ce, dès la prime enfance (chantonnements spontanés enfantins où émergent les matériaux musicaux élémentaires, archétypes mélodiques et rythmiques,,,.

## Publications
- Aloÿs Fornerod, ou le musicien et le pays, Lausanne, Cahiers de la Renaissance Vaudoise, 1981 (BNF 35666374).
- Le Chant grégorien, musique de la parole sacrée  (préf. Jacques Chaillet), Lausanne, L'Âge d'Homme, 1986 (BNF 43324244).
- La Modalité grégorienne, un langage pour quel message ?  (rééd. augmentée 1996), Lyon, À Cœur Joie, 1987 (OCLC 416265318).
- Le Symbolisme de la gamme (Numéro thématique), Paris, La Revue musicale, 1988 (ISSN 0768-1593).
- La musique d'orgue du XVIe siècle et son interprétation, cinq articles, L'Orgue francophone, 1990-1992.
- Regards sur la musique vocale de la Renaissance italienne, Lyon, À Cœur Joie, 1992.
- Aux sources de l’expression musicale : la créativité mélodique enfantine, trois articles, L’Éducation musicale, 1993-1994.
- Les Premières Polyphonies, 800–1100, Lyon, À Cœur Joie, coll. « Diaphonia », 2000 (OCLC 468034855).
- Le Chant grégorien et la tradition grégorienne, Lausanne, L'Âge d'Homme, 2001 (ISBN 9782825132388, lire en ligne).
- Approches herméneutiques de la musique (dir. J. Viret), Presses universitaires de Strasbourg, 2001.
- L’École de Notre-Dame et ses conduits polyphoniques, Lyon, À Cœur Joie, coll. « Diaphonia », 2001.
- B.A.-BA du chant grégorien, éditions Pardès, 2004.
- B.A.-BA de la musique médiévale, éditions Pardès, 2005 (OCLC 420069009).
- Le « Libre Vermell » de Montserrat, À Cœur Joie, coll. « Diaphonia », 2005 (ISBN 9782908612110).
- Métamorphoses de l’harmonie : la musique occidentale et la Tradition, dans Les Pouvoirs de la musique, à l’écoute du sacré, dossier de la revue Connaissance des Religions, Paris, éditions Dervy, 2005.
- Qui suis-je ? Wagner, éditions Pardès, 2006 (ISBN 9782867143830)[11].
- De la Musique et des Vaudois, itinéraire photographique 1905-2005, Lausanne, Bibliothèque cantonale et universitaire, 2006.
- B.A.-BA de la musicothérapie, éditions Pardès, 2007.
- B.A.-BA de la musique baroque, éditions Pardès, 2008 (ISBN 978-2-86714-429-5).
- B.A.-BA de l'opéra, éditions Pardès, 2009[12].
- Le chant grégorien  (CD audio encarté : 75 min), Eyrolles, 2012, 206 p. (lire en ligne).
- Philologie musicale et modes grégoriens : de la théorie à l’instinct dans Musurgia, vol. XIX/1-3 (hommage à Jacques Chailley), 2012, p. 103-121.
- Les deux chemins, Dialogue sur la musique (en collaboration avec Aurelio Porfiri), Hong Kong, Chorabooks, 2017.
- Le Retour d'Orphée : l'Harmonie dans la musique, le cosmos et l'homme, éditions l'Harmattan, coll. « Théôria », 2019, 450 p. (ISBN 978-2-343-17220-0, OCLC 1103705901, BNF 45723918).